# Алами, Карим
Карим Алами (араб. كريم علمي‎; род. 24 мая 1973, Касабланка) — марокканский профессиональный теннисист, спортивный администратор и комментатор. Победитель трёх турниров АТР в одиночном и парном разрядах.

## Биография
Карим Алами учился теннису в спортивной школе пригорода Ниццы София Антиполис, а затем в теннисной академии в Испании. В 14 лет он впервые принял участие в профессиональном теннисном турнире в своей родной Касабланке, победив вторую ракетку Марокко Абдул-Халека Надини. С 1990 года Алами стал членом сборной Марокко в Кубке Дэвиса. В своих первых двух матчах за сборную он выиграл все шесть игр (четыре в одиночном разряде и две в парном) против соперников из Египта и Зимбабве, обеспечив своей команде переход из II в I Африканскую группу. На следующий год он занял место среди сильнейших юниоров мира: в одиночном разряде он дошёл до финала Открытого чемпионата США и полуфинала Открытого чемпионата Франции, а в парном разряде выиграл с Грегом Руседски Уимблдонский турнир, а с Джоном-Лаффни де Ягером Открытый чемпионат США. Год он закончил на втором месте в юношеском рейтинге в одиночном разряде и на первом месте в парном. В 1992 году, представляя Марокко на Олимпиаде в Барселоне, Алами проиграл в первом круге будущему чемпиону Марку Россе.
Основные успехи Алами в профессиональном теннисе начинаются с 1994 года. Уже в самом начале года на турнире в Катаре он нанёс сенсационное поражение первой ракетке мира Питу Сампрасу, а в марте у себя на родине, в Касабланке, вышел в первый в карьере финал турнира ATP, победив по ходу двух соперников из первой сотни рейтинга АТР — Хорди Арресе и своего соотечественника Юнеса эль-Айнауи. В мае после выхода в полуфинал турнира высшей категории в Монте-Карло и в третий круг Открытого чемпионата Италии (после победы над 22-й ракеткой мира Александром Волковым) он впервые пробился в число ста сильнейших теннисистов мира. Ему удалось закончить год в первой сотне рейтинга, а в Кубке Дэвиса он снова вывел марокканскую сборную в I Европейско-африканскую группу после побед над командами Египта и Польши. На следующий год марокканцы с помощью Алами шагнули ещё выше: обыграв команду Румынии, они получили право на участие в плей-офф Мировой группы, но там проиграли французам. Сам Алами в 1995 году завоевал свой первый титул в профессиональном турнире, выиграв соревнование класса ATP Challenger в Ташкенте, и второй год подряд завершил в числе ста лучших теннисистов мира.
Весной 1996 года Алами выиграл свой первый турнир АТР, став первым марокканским теннисистом, добившимся такого успеха. Это произошло в Атланте, где по пути к титулу он победил четвёртую ракетку мира Майкла Чанга — одного из лучших в мире специалистов по грунтовым кортам. Эта побед вплотную приблизила его к Top-50 рейтинга, но этот барьер он сумел перешагнуть только в сентябре, когда выиграл в Палермо второй за сезон турнир АТР, по ходу победив сильных испанцев Карлоса Мойю и Франсиско Клавета. В этом же сезоне в Болонье он впервые дошёл до финала турнира АТР в парном разряде, а на следующий год завоевал в Марбелье (Испания) свой первый и единственный титул АТР в парах. Всего за 1997 год он провёл в парном разряде 20 матчей и трижды побывал в финалах турниров АТР с тремя разными партнёрами, за сезон поднявшись в рейтинге более чем на сто мест. В одиночном разряде ему ни разу не удалось дойти до финала в турнирах АТР, но всё же на его счету было несколько хороших результатов, включая выход в четвертьфинал турнира класса ATP Gold в Барселоне (после победы над пятой ракеткой мира Гораном Иванишевичем) и Открытого чемпионата Италии. В Росмалене он второй раз за сезон обыграл соперника из первой десятки рейтинга — четвёртую ракетку мира Томаса Мустера — и закончил уже четвёртый год подряд в первой сотне рейтинга.
За следующие два года Алами трижды выходил в финал турниров АТР в одиночном разряде, в том числе в Барселоне, и впервые в карьере достиг в январе 1998 года на Открытом чемпионате Австралии третьего круга турнира Большого шлема. В 1998 году он обыграл восьмую ракетку мира Алекса Корретху, а на следующий год, в полуфинале барселонского турнира, — Тодда Мартина, занимавшего в рейтинге эту же позицию. Возможно, что лучших результатов ему помешала достичь серьёзная травма: перелом кисти в июле 1998 года вывел его из строя на три с половиной месяца. Тем не менее он закончил 1999 год на 30-м месте в рейтинге, а к февралю 2000 года поднялся до высшей в карьере 25-й позиции.
Алами продолжал выступления в Кубке Дэвиса до 2002 года (хотя в последние два года провёл только три игры в парном разряде), а в индивидуальных профессиональных турнирах — до апреля 2003 года, завершив карьеру появлением в турнирах в трёх арабских странах: Катаре, Объединённых Арабских Эмиратах и своём родном Марокко. В 1999 году он женился, а год спустя у него с женой Натали родился сын Райан. В дальнейшем Карим Алами стал спортивным комментатором компании «Аль-Джазира» и директором женского профессионального турнира Qatar Total Open, а также членом совета директоров Федерации тенниса Катара. Он занимает пост технического директора катарской теннисной академии.

## Участие в финалах турниров АТР за карьеру (10)
| Легенда                           |
| --------------------------------- |
| Большой шлем (0)                  |
| Чемпионат мира АТР (0)            |
| Mercedes Super 7 (0)              |
| ATP Gold (1)                      |
| ATP World / ATP International (9) |

### Одиночный разряд (6)

#### Победы (2)
| №  | Дата        | Турнир          | Покрытие | Соперник в финале | Счёт в финале    |
| -- | ----------- | --------------- | -------- | ----------------- | ---------------- |
| 1. | 29 апр 1996 | Атланта, США    | Грунт    | Никлас Култи      | 6-3, 6-4         |
| 2. | 23 сен 1996 | Палермо, Италия | Грунт    | Адриан Войня      | 7-5, 2-1 — отказ |

#### Поражения (4)
| №  | Дата        | Турнир                               | Покрытие | Соперник в финале | Счёт в финале  |
| -- | ----------- | ------------------------------------ | -------- | ----------------- | -------------- |
| 1. | 14 мар 1994 | Касабланка, Марокко                  | Грунт    | Ренцо Фурлан      | 2-6, 2-6       |
| 2. | 8 июн 1998  | Болонья, Италия                      | Грунт    | Хулиан Алонсо     | 1-6, 4-6       |
| 3. | 12 апр 1999 | Барселона, Испания                   | Грунт    | Феликс Мантилья   | 6-72, 3-6, 3-6 |
| 4. | 27 сен 1999 | Открытый чемпионат Румынии, Бухарест | Грунт    | Альберто Мартин   | 2-6, 3-6       |

### Парный разряд (4)

#### Победа (1)
| №  | Дата       | Турнир            | Покрытие | Партнёр       | Соперники в финале               | Счёт в финале |
| -- | ---------- | ----------------- | -------- | ------------- | -------------------------------- | ------------- |
| 1. | 8 сен 1997 | Марбелья, Испания | Грунт    | Хулиан Алонсо | Альберто Берасатеги Хорди Брильо | 4-6, 6-3, 6-0 |

#### Поражения (3)
| №  | Дата        | Турнир              | Покрытие | Партнёр     | Соперники в финале                | Счёт в финале |
| -- | ----------- | ------------------- | -------- | ----------- | --------------------------------- | ------------- |
| 1. | 17 июн 1996 | Болонья, Италия     | Грунт    | Габор Кёвеш | Кристо ван Ренсбург Брент Хайгарт | 1-6, 4-6      |
| 2. | 24 мар 1997 | Касабланка, Марокко | Грунт    | Хишам Арази | Жуан Кунья э Силва Нуну Маркиш    | 6-7, 2-6      |
| 3. | 27 окт 1997 | Богота, Колумбия    | Грунт    | Морис Руа   | Луис Лобо Фернандо Мелигени       | 1-6, 3-6      |